# Emsländischer Bauernverein
Der Emsländische Bauernverein war ein christlich orientierter nordwestdeutscher Bauernverband, der von 1920 bis 1933 bestand.

## Vorgeschichte und Gründung
Die Landwirtschaft in den Landkreisen Aschendorf, Grafschaft Bentheim, Hümmling, Meppen und Lingen in der preußischen Provinz Hannover entlang der niederländischen Grenze war bis zum Ausbruch der Revolution von 1918 kaum organisiert. Nur eine geringe Anzahl von Bauern gehörte dem einflussreichen „Westfälischen Bauernverein“ (WBV) an, der seinen Sitz in Münster hatte und in Westfalen recht mitgliederstark war.
Schon in den letzten Kriegstagen setzten, von den Landräten tatkräftig gefördert, im Landstrich Bestrebungen zu Bildungen von Bauern- und Landarbeiter-Räten ein, die nach Kriegsende rasch um sich griffen. Sie sollten einerseits ein konservatives Gegengewicht gegen die Arbeiter- und Soldatenräte bilden, die auf Reichsebene, weniger in der Region, unter dem Einfluss der MSPD und USPD standen. Darüber hinaus spielten sie eine wichtige Rolle bei der Erfassung und Ablieferung von Lebensmitteln. Die örtlichen Bauernräte schlossen sich alsbald zur Kreisbauernräten zusammen und wurden zunehmend auch wirtschaftspolitische Sprachrohre der Landwirtschaft. Seit 1919 tobte ein heftiger Kampf in der Region Emsland/Bentheim um die wirtschaftspolitische Organisierung der Landwirte. 
Die Heuerleute und Knechte gründeten den „Verein Christlicher Heuerleute“ (VCH), der schnell wuchs und mit seinen politischen Forderungen, vor allem hinsichtlich der Sozialpolitik und Ödlandenteignung, schnell auf Konfrontationskurs mit den Bauern geriet.
Die Lage innerhalb der emsländischen Bauernschaft war 1919/Anfang 1920 unübersichtlich. Ein Flügel plädierte für den Aufbau von Orts- und Kreisverbänden im Emsland, die sich dann als eine Unterabteilung des WBV konstituieren sollten. Damit war ein enger Zusammenschluss mit Westfalen und der Zentrumspartei verbunden. 
Ein anderer Flügel plädierte hingegen für den neu gegründeten Hannoverschen Landesverband, der sich später in „hannoverscher Landbund“ umbenannte und sich dem republikfeindlichen und stark rechtsgerichteten „Reichs-Landbund“ anschloss. Die meisten Befürworter dieser Organisation waren der Ansicht, es sei angesichts der politischen Lage (Separatisten an Rhein und Ruhr, französische Annexionspläne) nicht opportun, sich dem Verband einer auswärtigen Provinz anzuschließen, da dies eine Unterstützung der seinerzeit kursierenden Forderung eines Anschlusses des Emslands an eine zu gründende Rheinisch-Westfälische Republik und eine Trennung von Preußen bedeute. Ein kleiner Teil innerhalb dieser Gruppe setzte sich aber aus parteipolitischen Gründen für diese Lösung ein, war doch abzusehen, dass der hannoversche Verband in das Fahrwasser der rechten und republikfeindlichen Deutschnationalen Volkspartei (DNVP) geraten werde. 
Zwar gründete der Hannoversche Landesverband Kreisverbände, doch fehlten die Ortsgruppen. Mit Unterstützung aus Westfalen schufen die WBV-Anhänger jedoch Orts- und Kreisverbände und setzten sich somit in dieser Auseinandersetzung durch. Schließlich nahm der unter Mithilfe des WBV gegründete „Emsländische Bauernverein“ (EBV) zum 1. Juni 1920 in Meppen seine Tätigkeit auf. Als Vereinsziel definierte der § 2 der Satzung: „Der Verein bezweckt, seine Mitglieder zu einem in sich gefestigten Berufsstand zusammenzuschließen, damit dieser in Staat und Gemeinde auf allen Gebieten des öffentlichen und wirtschaftlichen Lebens die ihm gebührende Stellung und den zur wirksamen Vertretung berechtigter Interessen notwendigen Einfluss erlangt.“ Überregional schloss sich der EBV der Organisation der christlichen Bauernverbände an, der Vereinigung der deutschen Bauernvereine. Zum Vorsitzenden des EBV wählte man den langjährigen Aschendorfer Gemeindevorsteher und Großbauern Heribert Schulte-Eissing, der zugleich dem erweiterten Reichsvorstand der Zentrumspartei sowie dem Vorstand des emsländischen und hannoverschen Zentrums angehörte. Dem EBV schloss sich zunächst nur die Landwirtschaft der vier katholischen Emslandkreise an. Schulte-Eissings Stellvertreter wurde der Vorsitzende des Lingener Landwirtschaftlichen Kreisvereins, Carl Langenhorst aus Suttrup, der sich im Disput über die politische Interessenvertretung der Landwirtschaft besonders profiliert hatte.
1921 entschloss sich alsbald nach seiner Konstituierung der landwirtschaftliche Kreisverein der protestantischen Grafschaft Bentheim (Oktober 1921: 2320 Mitglieder), sich dem EBV trotz parteipolitischer Bedenken  anzuschließen. Dort hatte bislang noch der Vorstand des Kreisbauernrats die Landwirtschaft politisch vertreten. Der Vorsitzende des Grafschafter Landwirtschaftlichen Kreisvereins, Johann Schütte aus Bentheim, wurde Carl Langenhorst als stellvertretender EBV-Vorsitzender zur Seite gestellt. 
Der EBV nahm seinen Sitz in Meppen, wo er eigenes Gebäude errichtete. Die hauptamtlichen Mitarbeiter des EBV waren in Personalunion zugleich Angestellte des „Landwirtschaftlichen Hauptvereins für das Herzogtum Arenberg-Meppen und die Grafschaften Bentheim und Lingen“, der regionalen Unterabteilung der Landwirtschaftskammer, die 1921 ihren Sitz von Osnabrück nach Meppen verlegte. Zwar besaßen beide Organisationen rechtlich getrennte Funktionen, doch bestand sowohl die Leitung als auch die Angestelltenschaft des Hauptvereins aus den führenden EBV-Mitgliedern. Generalsekretär des EBV war Jakob Siebers, als Syndikus fungierte Hubert Köhne. Im Laufe der Zeit wurde in Neuenhaus in der Grafschaft Bentheim eine Außenstelle errichtet. Als Publikationsorgan des Verbands fungierte der „Emsländische Bauer“, der vom Januar 1923 bis Ende August 1933 erschien und vom Generalsekretär Jacob Siebers redigiert wurde.

## Der EBV 1922–1932
Der EBV wurde ein schlagkräftiger und aktiver Lobbyist der regionalen Landwirtschaft, wobei sich der Verband vor allem für die wirtschaftliche und verkehrstechnische Erschließung dieser von großen Moor- und Heideflächen geprägten Region einsetzte. Dazu kandidierten verschiedene EBV-Listen zu den Kreistagswahlen. Parteipolitisch standen die emsländischen Kreisvereine der Zentrumspartei nahe, die protestantischen Grafschafter der „Deutschnationalen Volkspartei“ (DNVP) und anfangs teilweise auch der Deutsch-Hannoverschen Partei (DHP). Das Zentrum hatte 1920 Theodor Pennemann, der Vorsitzender des cs Aschendorf war und dem EBV-Vorstand angehörte, in den Reichstag entsandt. Dies schürte allerdings die Unzufriedenheit der Heuerleuteorganisation mit der Partei, die sich daraufhin mehrheitlich vom Zentrum trennte und die linkskatholische Splitterpartei „Christlich-Soziale Volksgemeinschaft“ (CSVG) unterstützte. Die CSVG wurde bei der Reichstagswahl am 4. Mai 1924 zweitstärkste Partei im Emsland. Hauptstreitpunkt zwischen Bauern und Heuerleute war der Pachtschutz für die Heuerlinge, was die Bauern als massiven Eingriff in ihr Eigentumsrecht ansahen, sowie die Frage der Enteignung von Ödlandflächen zu Siedlungszwecken in der Region bzw. die Modalitäten einer Entschädigung und eines Rückkaufs von Teilen der staatlicherseits enteigneten und kultivierten Flächen durch die Landwirte. Daneben sorgten die sozialpolitischen Forderungen der Heuerleute und Dienstboten für böses Blut. Da der Reichsarbeitsminister Heinrich Brauns vom Zentrum sich tatkräftig für den Pachtschutz und die Verbesserung der sozialen Lage der Heuerleute und Dienstboten sowie die Siedlungsförderung einsetzte, gingen die EBV-Vertreter Anfang 1924 auf die Barrikaden, als ausgerechnet Brauns von der regionalen Zentrumsführung zum Spitzenkandidaten der Partei im Wahlkreis Weser-Ems aufgestellt wurde. Der stellvertretende EBV-Vorsitzende Carl Langenhorst trat aus dem Zentrum aus und schloss sich der DHP an. Versuche des EBVs und benachbarter christlich orientierter Bauernverbände, über den einflussreichen Grafen und EBV-Vorstandsmitglied Emanuel von Galen aus Lingen-Beversundern die Zentrumspartei zur Rücknahme dieser Personalie und zur Aufstellung eines genehmeren Kandidaten zu zwingen, scheiterten ebenso wie Versuche führender EBV-Vertreter aus der Grafschaft und des Kreises Lingen, die DNVP und die DHP zur Nominierung eines Spitzenkandidaten aus ihren Reihen zu bewegen, zumal sich die katholischen Landwirte über die Propaganda der Führung dieser landwirtschaftlichen Kreisvereine gegen das Zentrum beklagten.
Die Notlage der Landwirte dieser Region nahm durch mehrere Missernten in Folge, hohe Ausgaben für die Ödlandkultivierung und Elektrifizierung sowie für die Modernisierung der Höfe enorm zu, als auch noch die Preise verfielen. So hielt seit Ende 1927 die Landvolk-in-Not-Bewegung unter Führung des Loruper Landwirts Wilhelm Borgmann Einzug in die Region und radikalisierte die Landbevölkerung. Allerdings setzte sich die EBV-Führung an die Spitze der Bewegung und organisierte selbst mit dem VCH eine Massenkundgebung Ende Januar 1928 in Lingen. Man schickte eine Delegation nach Berlin, die die Forderungen der emsländischen Landwirtschaft überbrachte und über die Notsituation informierte. Da man hauptsächlich dem Zentrum als dem vor Ort politisch dominierenden Repräsentanten der Weimarer Republik die Schuld für die Misere der Landwirtschaft anlastete und die Partei nach 1924 den Heuerleuten politisch weit entgegengekommen war, wechselten die Führer einiger landwirtschaftlicher Kreisvereine zu agrarischen Protestparteien. So kandidierten die Vorsitzenden des Landwirtschaftlichen Kreisvereins Grafschaft Bentheim, Johann Schütte, und des Kreisvereins Lingen, Carl Langenhorst, zur Landtags- und Reichstagswahl vom Mai 1928 als Spitzenkandidaten der „Christlich-Nationalen Bauern- und Landvolkpartei“ (CNBL). Im nördlichen Emsland bewarben sich hingegen EBV-Unterfunktionäre für die DHP, die mit der CNBL ein Wahlbündnis geschlossen hatte. Es gelang ihnen, den Landvolkführer Wilhelm Borgmann auf der DHP-Liste in den Preußischen Landtag zu schicken.
Allerdings konnten Heribert Schulte-Eissing und die Zentrumsführung in der Folgezeit die meisten der nach rechts abgewanderten EBV-Führer und viele Mitglieder wieder für die Zentrumspartei zurückgewinnen, beispielsweise durch den Einsatz für Kredite für Heuerleute und für die Ödlandkultivierung im Preußischen Landtag oder eine Emslandrede von Brauns im Reichstag. Versuche der in der Grafschaft Bentheim schon recht früh aktiven NSDAP, ab 1930 die Vorherrschaft in Ortsgruppen zu erlangen und den Kreisverein Bentheim zu unterwandern, scheiterten, da sich der Deutschnationale Schütte wie seine übrigen Vorstandskollegen aus den Reihen der DNVP, des „Christlich-Sozialen Volksdienstes“ (CSVD) und des Zentrums den Nationalsozialisten energisch widersetzten. Auch der versuchte Sturz Schulte-Eissings durch den Rechtskatholiken Emanuel von Galen, der sich 1931 der NSDAP anschloss, scheiterte 1930. Daher gründeten die Nationalsozialisten im Herbst 1932 den „Nationalen Bauernbund“ als reine NS-Bauernorganisation. Obwohl in den protestantischen Dörfern der Grafschaft 1932 die NSDAP durchweg zwischen 60 % und 80 % der Stimmen gewann, hielten die meisten Bauern dennoch dem EBV die Treue, so dass der „Nationale Bauernbund“ nicht recht gedieh und den beiden Grafschafter Ortsverbänden, in denen die Nationalsozialisten die Macht übernommen hatten, umgehend neue EBV-treue Ortsverbände zur Seite gestellt wurden.

## Das Ende 1933
Nach der Machtergreifung der Nationalsozialisten Ende Januar 1933 gab es Aufwind für die Nationalsozialisten in der Landwirtschaft. Der „Nationale Bauernbund“ hatte den Milchwirtschaftsexperten Hermann Korte vom Landwirtschaftlichen Hauptverein Arenberg-Meppen, also einen ehemaligen EBV-Angestellten, als Geschäftsführer eingestellt, der mit obrigkeitlicher und publizistischer Unterstützung vor allem in der Grafschaft den Kampf gegen den EBV verschärfte. Allerdings waren immer noch keine Übertritte führender EBV-Vertreter zur NSDAP zu verzeichnen, doch nach den Märzwahlen schwoll die Zahl der Grafschafter Bauern an, die den EBV den Rücken kehrten. Ab April 1933 beschlossen eine Reihe von Grafschafter EBV-Ortsverbänden, sich so bald wie möglich vom EBV zu trennen und sich dem „Nationalen Bauernbund“ anzuschließen.
Der publizistische und politische Druck auf die EBV-Führer, besonders wenn sie aus den Zentrumsreihen stammten, wuchs enorm, zumal diese in der Regel zugleich als regionale oder lokale Parteiführer fungierten. In dieser Funktion wurden sie Zielscheibe von massiven NS-Angriffen, in denen sie etwa dem EBV-Führer und Aschendorfer Gemeindevorsteher Schulte-Eissing Korruption und Misswirtschaft vorwarfen. In der Grafschaft Bentheim traf es besonders den stellvertretenden Kreisvorsitzenden und EBV-Vorstandsmitglied Derk Brink, der jahrelang den mitgliederstärksten Ortsverband des EBV geleitet hatte und einflussreicher Kreispolitiker war.
Den Durchbruch erzielten die Nationalsozialisten bei ihrem Bemühen, den EBV gleichzuschalten, Ende März 1933. Nach einer massiven Kampagne gegen den Vorsitzenden Heribert Schulte-Eissing, die ihn aus seinem Amt als Gemeindevorsteher des Kreisortes Aschendorf sowie aus den Vorständen von genossenschaftlichen Vereinigungen verdrängte, erklärte dieser Ende März 1933 seinen Rücktritt als EBV-Vorsitzender. Nachfolger wurde am 20. April der deutschnationale Otto von Landsberg-Velen vom Gut Dankern bei Haren. Der Freiherr und Stahlhelmleiter gehörte innerhalb des EBVs nicht nur zum ganz rechten Flügel, sondern war als Vorsitzender der emsländischen Organisation der Verpächter, dem „Verband der Pächter und Grundeigentümer Niedersachsens“, wie sein Standesgenosse Graf von Galen ein bekannter und vehementer Gegner des VCH. Als kooperationswilliger Deutschnationaler setzte er den Gleichschaltungsbemühungen der Nationalsozialisten wenig Widerstand entgegen, zumal auf Reichsebene auch der übergeordnete Verband bereits dem Druck der NSDAP auf Kooperation nachgegeben hatte.
Nach massiven Einschüchterungen legte auch Johann Schütte seinen Kreisvorsitz nieder, sein Stellvertreter Brink verzichtete nach kurzzeitiger Verhaftung auf ein weiteres verbandspolitisches Engagement, so dass am 28. April 1933 die Nationalsozialisten eine Bezirksführerschaft der emsländischen Landwirtschaft bildeten. In ihr waren alle landwirtschaftspolitischen Verbände zusammengefasst, allerdings unter Leitung von Nationalsozialisten und unter der Dominanz von Bauern, die mit der NSDAP die zentrumstreuen Heuerlinge politisch ausschalten konnten. In diesem fünfköpfigen Gremium vertrat Freiherr von Landsberg-Velen den EBV. Obwohl sich der Landwirtschaftliche Kreisverein Hümmling, stets eine Hochburg des Zentrums, noch sperrig zeigte, war damit der EBV als eigenständige Organisation verschwunden. Das Vereinsorgan musste am 31. August 1933 sein Erscheinen einstellen. Der EBV selbst existierte formal noch bis zum 31. Dezember 1933, war aber seit der Bildung der Bezirksführerschaft der emsländischen Landwirtschaft vollkommen den Organisationsentscheidungen der Nationalsozialisten unterworfen und besaß keine eigenen Gestaltungsmöglichkeiten mehr.

## Statistik
Vorsitzende
- 1920–1933: Heribert Schulte-Eissing
- 1933: Otto Freiherr von Landberg-Velen (Schloss Dankern)

Mitglieder
- Mai 1920: annähernd 10.000
- Ende 1921: über 12.000 in 98 Ortsvereinen
- 1922: rund 12.000
- 1933: seit Jahren um die 5500

(Angaben laut Pressemeldungen)
Verbandsorgan
- 1923–1933: Emsländischer Bauer (vorhanden in der UB Göttingen)

Verbreitungsgebiet
- Landkreis Grafschaft Bentheim
- Landkreis Aschendorf
- Landkreis Hümmling
- Landkreis Meppen
- Landkreis Lingen